# Madike Chiluru, Shimoga
Madike Chiluru là một làng thuộc tehsil Shimoga, huyện Shimoga, bang Karnataka, Ấn Độ.